# コジャテペ級駆逐艦
| コジャテペ級駆逐艦   | コジャテペ級駆逐艦 |
| -------------------- | --- |
| 写真は「コジャテペ」 | |
| 艦級概観             | |
| 艦種                 | 駆逐艦 |
| 艦名                 | |
| 前級                 | ムアヴェネティ・ミッリイェ級 |
| 次級                 | トゥナズテペ級 |
| 性能諸元             | |
| 排水量               | 常備：1,250トン 満載：1,650トン |
| 全長                 | 100.2m |
| 水線長               | 98.0m |
| 全幅                 | 9.37m |
| 吃水                 | 2.9m |
| 機関                 | ソーニクロフト式重油専焼水管缶3基 +パーソンズ式ギヤード・タービン2基2軸推進                                                                    |
| 最大出力             | 40,000hp |
| 最大速力             | 36.0ノット |
| 航続距離             | -ノット/-海里 |
| 燃料                 | 重油：360トン（満載） |
| 乗員                 | 149名 |
| 兵装                 | アンサルド 12cm（50口径）単装速射砲4基 4cm（39口径）ポンポン砲3基 （1942年：エリコン 20mm（76口径）単装機銃2基追加） 53.3cm三連装魚雷発射管2基 |

コジャテペ級駆逐艦 (コジャテペきゅうくちくかん、英語: Kocatepe class destroyers, トルコ語: Kocatepe sınıfı muhripler) または アダテペ級駆逐艦 (英語: Adatepe class destroyers, トルコ語: Adatepe sınıfı muhripler) はトルコ海軍の駆逐艦。2隻が就役した。

## 概要
本級は、トルコ海軍が自国の沿岸防備のために、1929年度海軍計画においてイタリアのアンサルド社に発注・建造した駆逐艦である。

## 艦形

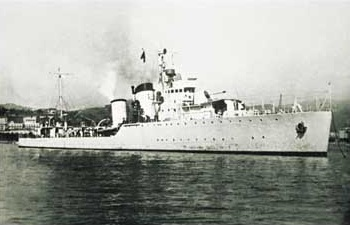
艦首から撮られた「アダテペ」。

船体形状は船首楼型とした。甲板のシアは少なく、船首前端も傾斜の少ない形状となっている。船首楼甲板の後端に艦橋と前部マストを配置。その後方の甲板下は3基の主缶を収めた缶室区画で、1番煙突に主缶2基分、2番煙突に1基分の煙路が導設された。煙突後方に53.3cm三連装魚雷発射管2基が配置された。主砲は前後甲板上に2基ずつ背負い式で配置された。

## 兵装

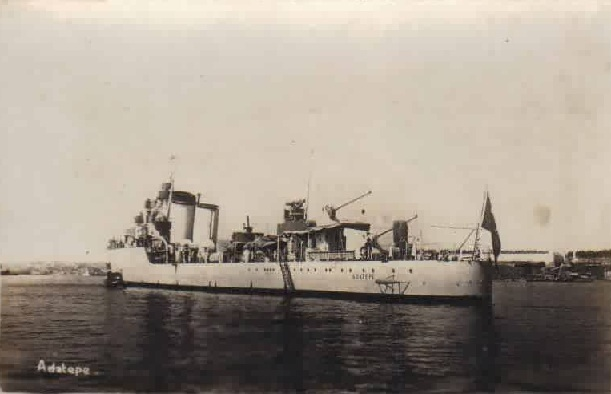
艦尾から撮られた「アダテペ」。背負い式配置の12cm速射砲2基と中央部に仰角一杯の4cmポンポン砲が見える。

本級の主砲にはアンサルド製1926年型 12cm（50口径）速射砲を採用した。その性能は重量23.15kgの砲弾を仰角45度で22,000mまで届かせることができた。 砲身の俯仰能力は仰角45度・俯角10度で、旋回角度は左右150度の旋回角度を持っていた。装填形式は自由角度装填で、発射速度は人力装填のため毎分6 - 7発であった。これを防楯の付いた単装砲架で4基搭載した。
他に対空兵装としてヴィッカース社からテルニ社でライセンス生産された4cm（39口径）ポンポン砲が単装砲架で3基搭載した。
水雷兵装として、53.3cm三連装魚雷発射管2基を搭載した。

## 同型艦
- コジャテペ（Kocatepe）
  - アンサルド社ジェノバ造船所にて1930年1月に起工、1931年7月2日に進水、同年10月に就役。1954年2月に除籍後、解体処分。
- アダテペ（Adatepe）
  - アンサルド社ジェノバ造船所にて1930年1月に起工、1931年3月19日に進水、同年10月に就役。1954年2月に除籍後、解体処分。

## 参考図書
- 「Conway All The World's Fightingships 1922-1946」（Conway）
- 「世界の艦船 増刊第20集　第2次大戦のイタリア軍艦」（海人社）